# 维京人 (纪录片)
《维京人》（英語：Vikings）是一个英国广播公司2012年制作的三集电视纪录片，由尼尔·奥利弗编写和主持，介绍了维京人从史前时代到克努特的帝国时期的历史